# 광남중학교 (경기)
광남중학교(光南中學校)는 대한민국 경기도 광명시 광명동에 있는 공립 중학교이다.

## 학교 연혁
- 1982년 1월 26일 : 광남중학교 설립 인가 (18학급)
- 1982년 3월 1일 : 초대 이용복 교장 취임
- 1982년 3월 5일 : 제1회 입학(364명)
- 1985년 2월 15일 : 제1회 졸업(379명)
- 2013년 1월 14일 : 36학급, 특수학급 2학급 인가
- 2024년 1월 8일 : 제40회 졸업(298명) 총 18,166명
- 2024년 3월 1일 : 제15대 조승희 교장 취임
- 2024년 3월 4일 : 신입생 입학(229명)

## 참고 자료
- 광남중학교 - 한국교육학술정보원 학교알리미